# 米山神社 (姶良市)
米山神社（よねやまじんじゃ）は鹿児島県姶良市鍋倉の神社。平山城から南へ延びる丘陵の先端部に位置する岩山の頂に鎮座する。明治以前は米山薬師と称された仏堂であった為、「米山薬師」と称される場合もある。旧社格は無格社。

## 祭神
大穴牟遅神を祀る。

## 由緒
前身は島津季久の4男、守興が文明年中（15世紀後半）に開創した薬師堂（米山薬師）で、薬師堂から北に隔てて100メートル程の山腹に湧く泉の水（「ホソン水（疱瘡水）」と呼ばれる）が疱瘡の予防や治療に効験あるとされ、「ホソン神サァ（疱瘡神様）」と称されて信仰を集めた。明治の廃仏毀釈の運動が起きた際に薬師堂を破却したが、代わりに医療の神である大穴牟遅神を祀る神社に改めて存続、再興された。また神社となった後も疱瘡神としての信仰は続き、大正6年（1917年）に鹿児島県で天然痘（疱瘡）が流行した際には鹿児島市方面からも参拝者が訪れた。
昭和26年（1951年）にルース台風で社殿が壊れた為、翌27年に修理改築を行ったが、その際に京都の仏師に依頼して薬師如来像を彫像氏し、以来神仏を同座で祀る形となっている。